# لورنزو ویگاس
لورنزو ویگاس (انگلیسی: Lorenzo Vigas) کارگردان، فیلم‌نامه‌نویس و تهیه‌کننده ونزوئلایی است. لورنزو ویگاس فرزند اسوالدو ویگاس، نقاش معروف ونزوئلایی است. وی با اولین فیلم بلند خود به نام از راه دور برنده شیر طلایی هفتاد و دومین جشنواره فیلم ونیز شد.